# Boudjebha El Bordj
Boudjebha El Bordj  est une commune de la wilaya de Sidi Bel Abbès en Algérie.

## Géographie

### Situation
| Aïn El Berd     | El Gaada (Wilaya de Mascara) | Chorfa (Wilaya de Mascara) |
| Sidi Hamadouche | Boudjebha El Bordj           | Aïn Adden                  |
| Zerouala        | Sfisef                       | Sfisef                     |